# Amministrazione militare del Belgio e della Francia del nord
L'Amministrazione militare del Belgio e della Francia del nord (in tedesco Militärverwaltung in Belgien und Nordfrankreich) fu istituita dalla Germania nazista nei territori occupati dell'attuale Belgio e della regione francese Nord-Passo di Calais.

## Storia
Esistette fino al luglio 1944. Vennero avanzati dalle SS piani per trasferire il Belgio dall'amministrazione militare a quella civile, e Hitler si mostrò propenso a ciò fino all'autunno 1942, quando decise di rinviare il progetto. Le SS proposero Josef Terboven o Ernst Kaltenbrunner come Commissario del Reich per l'amministrazione civile. Il 18 luglio 1944 il Gauleiter Josef Grohé fu nominato Reichskommissar del Reichskommissariat del Belgio e della Francia settentrionale (Reichskommissariat Belgien und Nordfrankreich o Reichskommissariat für die besetzten Gebiete von Belgien und Nordfrankreich)-
L'amministrazione nazista fu assistita dai collaborazionisti fascisti fiamminghi, valloni e francesi. Nel Belgio bilingue, i nazisti furono appoggiati, nella regione predominantemente francofona della Vallonia dai collaborazionisti rexisti, e nelle Fiandre olandofone dall'Unione Nazionale Fiamminga. Nella Francia settentrionale, le tendenze separatiste fiamminghe furono mescolate nel filo-nazista Vlaamsch Verbond van Frankrijk guidato dal prete Jean-Marie Gantois.
L'unione dei due dipartimenti francesi Nord e Pas-de-Calais all'amministrazione militare del Belgio fu originariamente fatta per considerazioni militari, e fu probabilmente realizzata in preparazione per la già decisa invasione dell'Inghilterra. Infine, questa aggregazione fu anche fatta per il desiderio di Hitler di spostare il confine del Reich a ovest, nonché per mantenere delle pressioni sul regime di Vichy - che protestò per la riduzione della propria autorità in quello che de jure era ancora territorio nazionale francese - onde assicurarsene la lealtà.